# 기노 오이와
기노 오이와(일본어: 紀大磐 き の おいわ[*], 생몰년 미상)는 고훈 시대(5세기 후반)의 호족으로,  기노오유미의 자식이며 기노 오마로의 아버지이다. 이름은 세이와(生磐)이라고도 쓴다. 오이와도 세이와도 읽는 것은 오히하(오이와)로 동음의 표기 차이로 별명이 아니다.

## 생애
유랴쿠 천황 9년(465년) 5월, 아버지가 유랴쿠 천황의 생명을 받은 신라와의 교전 중에 병사했다고 듣고, 백제로 향하지만, 횡포한 행동에 의해 작은 활 뒤에 대장으로서 권력을 쥐고 있던 오가노 스쿠네를 화나게 한다. 오토모노 가타리는 소가노 카라코를 암시하고 그를 암살하려고 했지만, 카라코는 돌이켜지고 오토모노 가타리도 귀환시 각국(지금의 야마구치현)에 머물게 된다. 이때 세이와도 일시 귀국하고 있었다.
그 후 겐조 천황 3년(487년) 다시 조선으로 건너가 임나를 장악하고 고구려와 맺고 삼한(조선 남부)의 왕이 되고자 정부기구를 정비, 군호를 신성이라고 자처하였다. 임나의 좌로(左老)·나기타갑배들이 계략을 맡아 백제인을 살해하고 도와 항구를 막기 위해 오비야마성을 쌓고 백제군을 군량공세로 삼아 괴롭혔다. 거기에 격노한 백제왕은 장군의 고이해(古爾解)들이 이끄는 병사를 돌렸지만, 세이와의 맹공에 있어서 패배한다. 세이와의 군은 향하는 곳에 적이 없는 상태에서 쾌락적인 진격을 계속했지만, 그 해 안에 갑자기 왜국으로 귀국했다. 백제에서는 남아있던 좌호·나기타갑배를 비롯해 300명 가까이를 처형(処刑)했다.
『일본서기』 긴메이 천황 2년 가을 7월조에서는 성명왕이 신라에 통한 임나일본부의 가와치 나오·이나사·마도를 비판했을 때에, 그 조상으로 여겨지는 나간타갑배와 「위가가군(백제본기운, 위가기미, 나유비키)」이 백제를 괴롭혔다는 이야기가 등장하지만, 상기의「일본서기」긴메이 천황 3년 시세조의 기술이나,「일본서기」의 기타노모토에서는 위가가군의 별명인「유비키」가「유비와(우히하)」라고 기록되어 있기 때문에, 위가가군은 기대반이라고 하는 설이 존재한다.
『일본서기』긴메이 천황 2년 7월조에 나타나는 기노 미마사(기신나솔미마사)의 아버지라고 하는 설이 존재한다.

## 참고 문헌
- 『日本書紀』(三)（岩波文庫、1994年）
- 宇治谷孟訳『日本書紀』全現代語訳(上）（講談社学術文庫、1988年）
- 坂本太郎・平野邦雄監修 『日本古代氏族人名辞典』（吉川弘文館、1990年）
- 三省堂編修所編集『コンサイス日本人名辞典 改訂新版』（三省堂、1993年）p415